# Sean Teale
Sean Teale (Londres, Inglaterra; 18 de junio de 1992) es un actor británico, conocido por su papel de Nick Levan en la comedia dramática Skins.

## Biografía
Es hijo de Noel Teale (un consultor de IT) y de Fini Teale (una trabajadora en una agencia de publicidad de diseño). 
Creció en Londres, es de origen venezolano, español y galés. 
Asistió a la Escuela Superior Latymer en Hammersmith, donde jugó al rugby, al fútbol y tomó clases de teatro. Una actuación que realizó en su escuela, fue vista por un agente en la audiencia y eventualmente Sean decidió cambiar su enfoque en los deportes, para colocarlo en la actuación. Comenzó a audicionar al mismo momento que se preparaba en Historia, Drama y Economía. Además, ha aplazado su lugar en la Universidad de Mánchester para perseguir su carrera como actor.
Es buen amigo de los actores Luke Pasqualino y Toby Regbo.

## Carrera
En 2011 interpretó a Derek en la corta película Sergeant Slaughter, My Big Brother dirigida por Greg Williams y protagonizada por Tom Hardy. La película fue la ganadora de la categoría de "Mejor Dirección" en el Chicago Short Film Fest se mismo año.
Ese mismo año interpretó a un hombre lobo en Summer in Transylvania.
Sean ganó popularidad cuando tuvo un papel principal como Nick Levan en la quinta y sexta temporada de la serie Skins.
Posteriormente, apareció en el drama documental del History Channel: La Biblia, el cual fue creado por Mark Burnett, .
Apareció en las series Mr. Selfridge y en Reign.
En el 2016 se unió al elenco principal de la serie Incorporated donde interpretó a Ben Larson, hasta el final de la serie en el 2017 después de que fuera cancelada. La serie fue producida por Matt Damon y Ben Affleck
El 28 de febrero de 2017 se anunció que se había unido a una nueva serie piloto de Marvel, donde dará vida a Marcos Diaz/Eclipse.

## Filmografía

### Cine
| Año  | Título                             | Rol           | Notas        |
| ---- | ---------------------------------- | ------------- | ------------ |
| 2010 | Sergeant Slaughter, My Big Brother | Derek         | Cortometraje |
| 2014 | We Are the Freaks                  | Chunks        |              |
| 2015 | Survivor                           | Alvin Murdoch |              |
| 2015 | Graduation Afternoon               | Bruce Hope    | Cortometraje |
| 2017 | B and B                            | Fred          |              |
| 2024 | La madre de la novia               | RJ            |              |

### Televisión
| Año       | Título                 | Rol                      | Notas                               |
| --------- | ---------------------- | ------------------------ | ----------------------------------- |
| 2010      | Summer in Transylvania | Brad                     | Episodio: "The Date with Two Faces" |
| 2012      | Skins                  | Nick Levan               | 18 episodios                        |
| 2013      | The Bible              | joven Ramesses           | Episodio: "Exodus" (documental)     |
| 2014      | Mr Selfridge           | Franco                   | 10 episodios                        |
| 2014      | The Red Tent           | Príncipe Shalem          | Episodio: "Part 1" (miniserie)      |
| 2014–2015 | Reign                  | Louis, Príncipe de Condé | 22 episodios                        |
| 2016–2017 | Incorporated           | Ben Larson               | 10 episodios                        |
| 2017–19   | The Gifted             | Marcos Diaz/Eclipse      | Papel principal                     |
| 2023      | ¿Quién es Erin Carter? | Jordi Collantes          | Papel principal                     |
| 2024      | Doctor Odyssey         | Tristan Silva            | Papel principal                     |